# St. Matthäus (Regensburg)

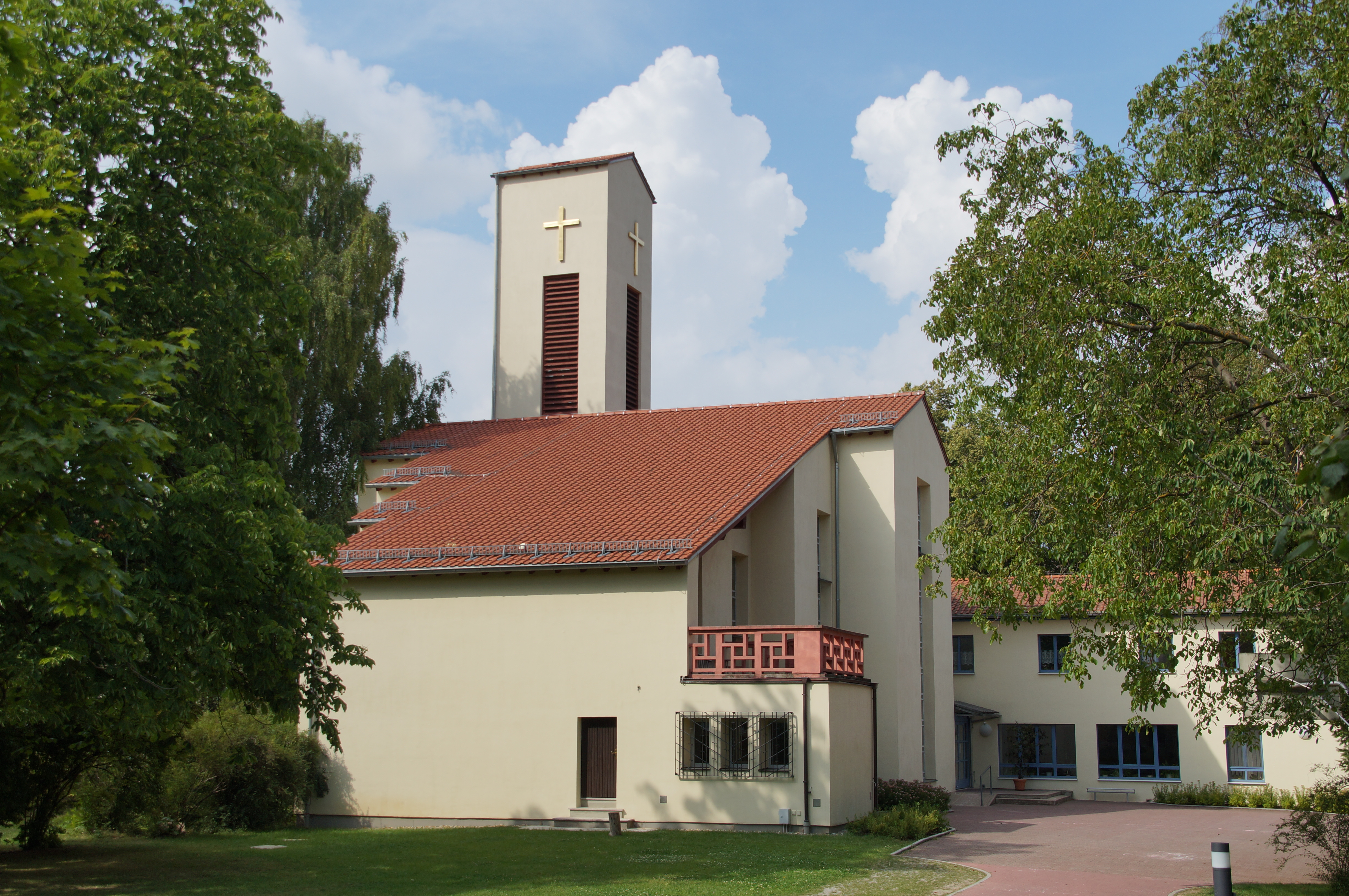
St. Matthäus

Die Pfarrkirche St. Matthäus steht in der Graf-Spee-Straße 1 im Kasernenviertel von Regensburg. Die Gemeinde gehört zum Dekanat Regensburg im Kirchenkreis Regensburg der Evangelisch-Lutherischen Kirche in Bayern.

## Geschichte
Durch Zustrom von zumeist evangelischen Flüchtlingen aus den ehemaligen deutschen Ostgebieten nach dem Zweiten Weltkrieg war die Zahl der Evangelischen in der Stadt von 11.450 (1939) auf 17.000 (1952) angewachsen. Im Herbst 1949 wurde in der Hornstraße die Notkirche Ost eingerichtet. Am 31. Oktober 1954 folgte die Einweihung der neuen Kirche durch den damaligen Landesbischof Hans Meiser. Am 30. Juni 1955 wurde die bis dahin zur Neupfarrkirche gehörende Gemeinde St. Matthäus zur eigenen Pfarrei erhoben.

## Gebäude und Ausstattung

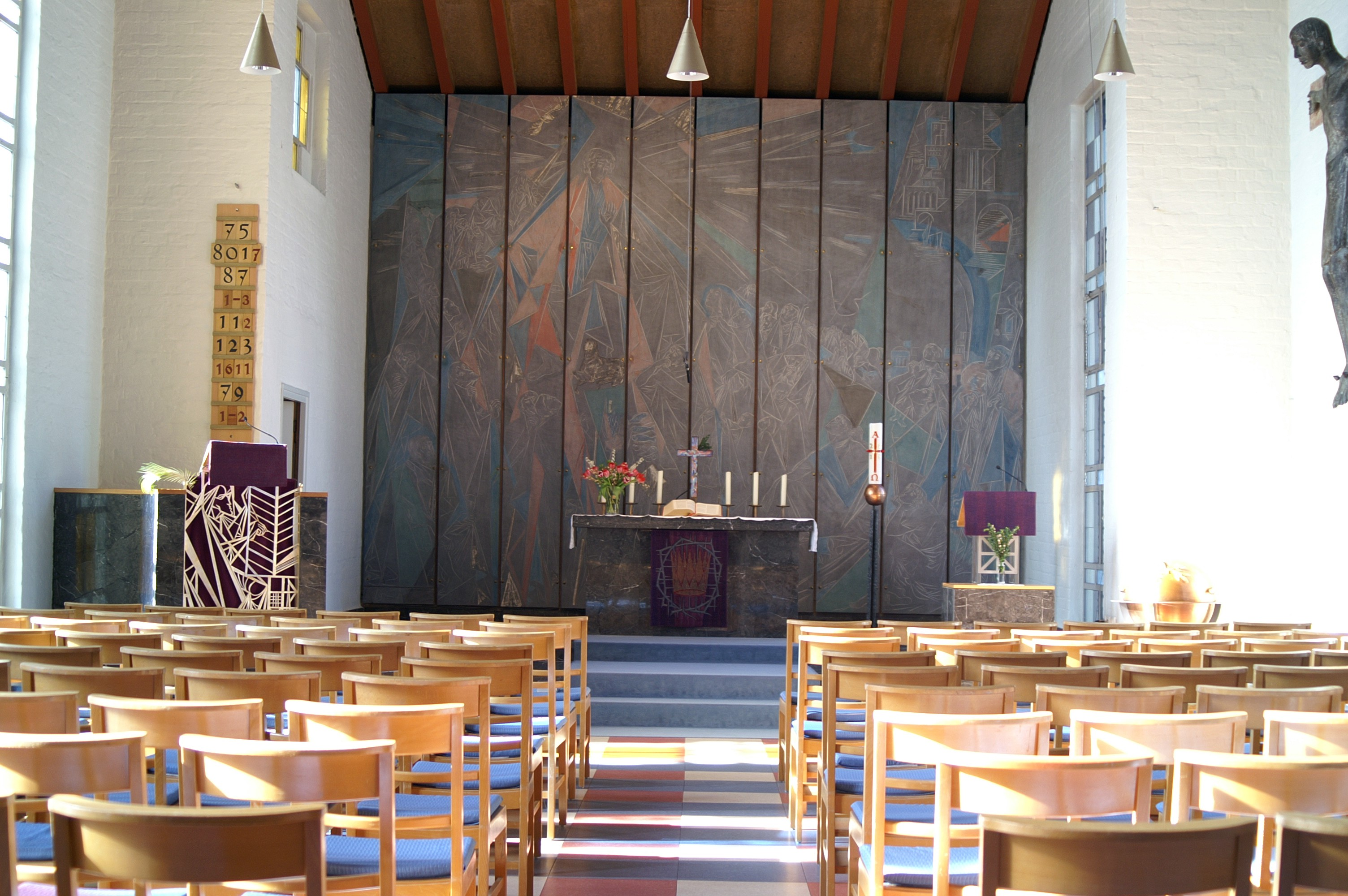
Innenansicht, Altarbereich

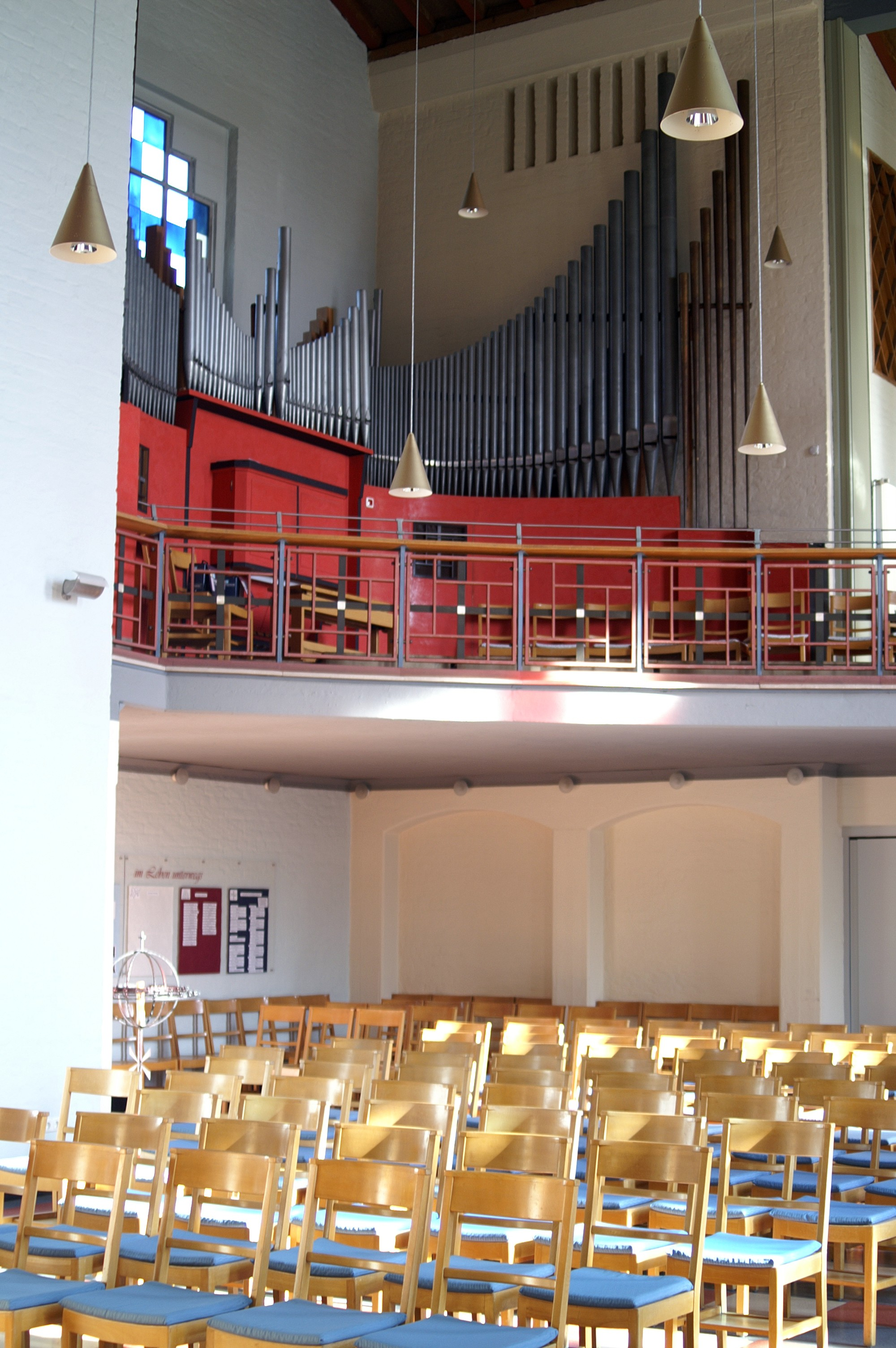
Innenansicht

Die Kirche ist ein wegweisendes Werk der Nachkriegszeit im evangelischen Kirchenbau in Bayern. Der Zeitidee nach wurden neue Raumkonzepte geplant: Ein Gesamtkomplex bestehend aus Kirche, Gemeindehaus, Kindergarten und Wohnungen wurde angedacht. Als Architekt wurde Adolf Abel gebeten, diesen Auftrag zu übernehmen. Dessen Sohn war in dieser Zeit Vikar in Regensburg. Abel kombinierte die gewünschten Raumwünsche und überspannte die zusammenhängenden Gebäudeeinheiten mit einem riesigen, nur gering geneigten Dach, das sich über dem ganzen Bauwerk erstreckt und an ein Zelt erinnert. Es wird nur von dem schmalen, später veränderten Glockenturm überragt.
Der Bau stuft sich aufgrund der Zeltkonstruktion zum Altarraum hin ab. An der Ostseite ist die Sakristei angebracht, die mit einem Freipredigerplatz bekrönt ist. Damit ist auch die Möglichkeit gegeben, auf dem angrenzenden Patz Freiluftgottesdienste zu feiern. Zwei virtuelle Achsen kreuzen den Kirchenraum: Die „liturgische Achse“ zeigt auf den Altar, die „Predigtachse“ liegt zwischen Orgel und Kanzel. Der Eingangsbereich und der große Gemeindesaal können dem Kirchenraum mittels Falttüren zugeschlagen werden und so zu unterschiedlichen Raumvariationen oder auch zu einer großen Kirche vereinigt werden, passend für verschiedenste Anlässe. Die geschwungene, stützenfreie Empore aus Stahlbeton fügt sich harmonisch in den leicht asymmetrischen Grundriss der Kirche ein. Das morgendliche Licht kann durch die raumhohen Buntglasfenster ungehindert in den Innenraum fließen. Um diesen Effekt deutlicher zur Geltung zu bringen, ist die Kirche nicht wie üblich geostet, sondern nach Süden ausgerichtet. 
Kanzel, Altar und Taufstein sind mit Wallenfelser Marmor verblendet. Blasius Spreng gestaltete die Messingarbeit des schreibenden Matthäus’ an der Brüstung der Kanzel. Sein prägnantestes Werk der Kirche ist aber die Altarrückwand mit der Darstellung der Bergpredigt in Enkaustik. Die Gestaltung und Farbgebung spiegelt sich auch im Altarkreuz und in den Liedertafeln wider. 1959 kam eine Figur des Gekreuzigten, aus Gussbronze, geschaffen von der Bildhauerin Marie Luise Wilckens, als Neuinterpretation des romanischen Kruzifixes, an der westlichen Chorwand hinzu. Das dazugehörige Kreuz wurde als unverputzte Wandfläche herausgearbeitet.
Die Kirche ist von ihrer Wirkung noch heute nahezu im Originalzustand zu erleben. Lediglich 2008 mussten aus emissionstechnischen Gründen die Heizung und damit der Fußboden erneuert werden. Flankierend zu dieser Maßnahme wurden Wände und Decke thermisch isoliert, danach innen und außen die Wände frisch gestrichen.
Durch Umbau der Heizung mit Wärmepumpe und Photovoltaik, flankiert durch ein ganzheitliches Energiekonzept ist St. Matthäus eine der ersten Gemeinden in der bayerischen evangelischen Landeskirche die 2025 den Schritt zur Klimaneutralität geschafft hat.

## Orgel

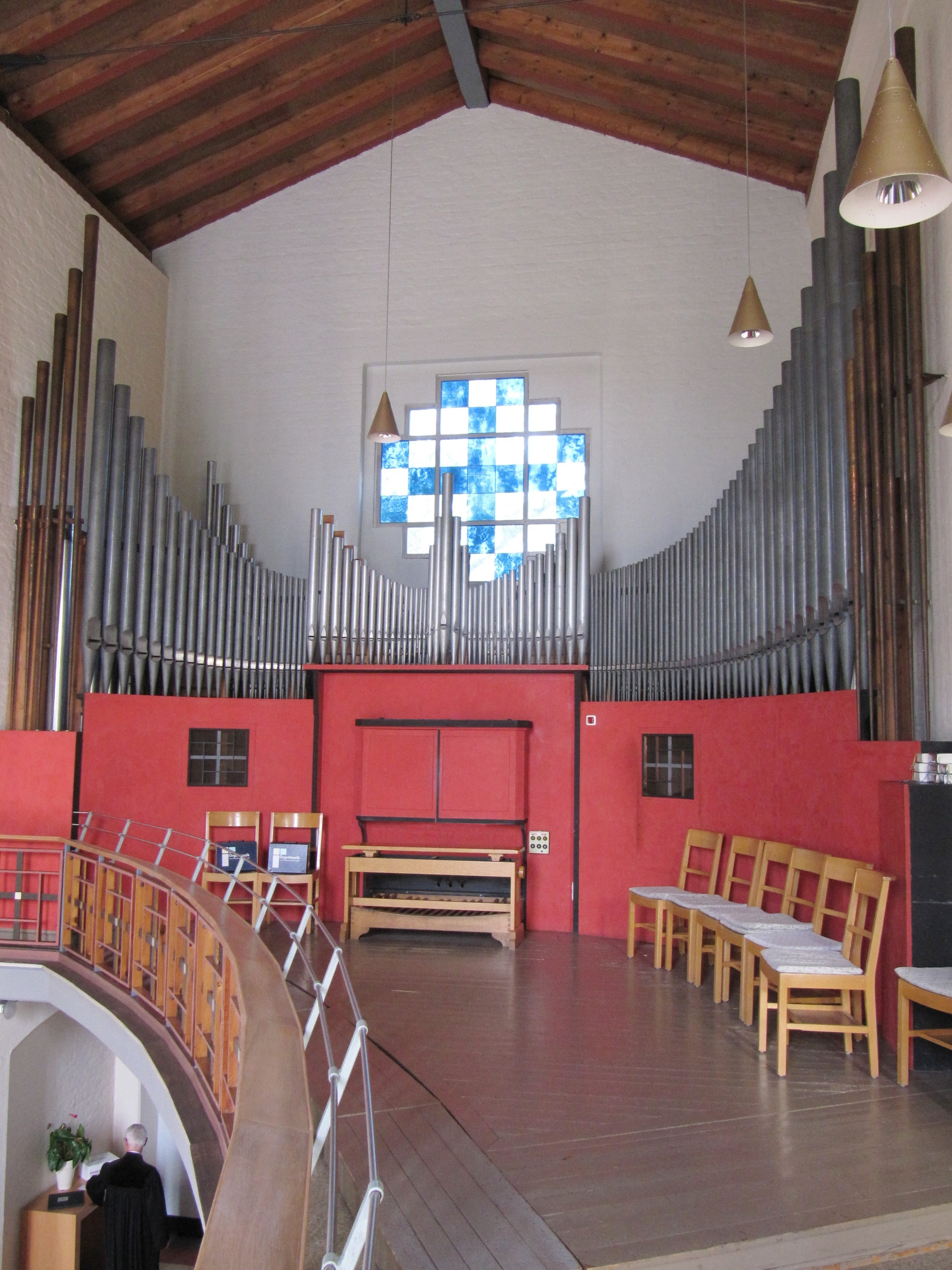
Orgel St. Matthäus, Regensburg

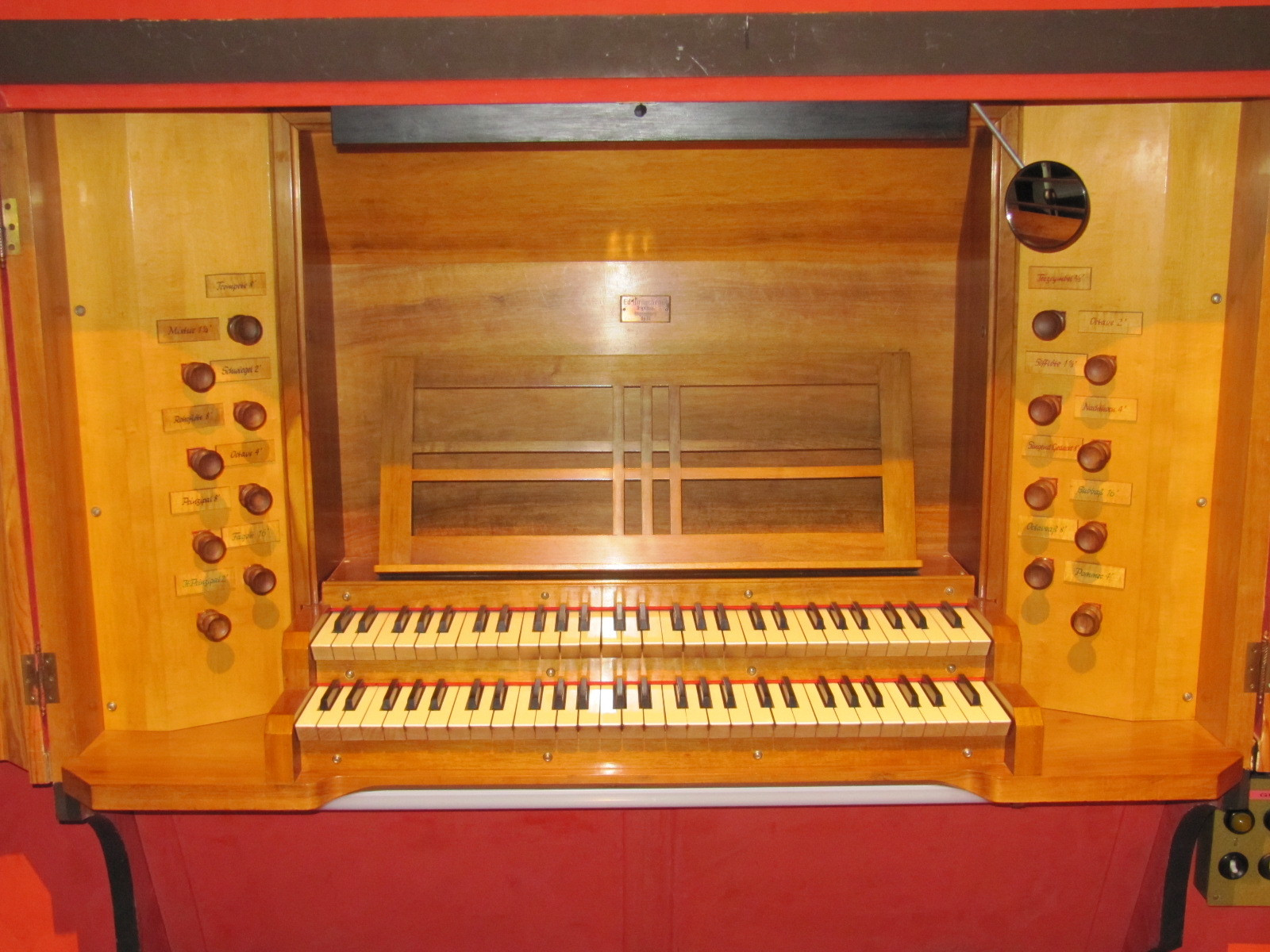
Spielschrank der Orgel

Die am 24. Juli 1955 eingeweihte Orgel wurde von der damals ansässigen Orgelbaufirma Eduard Hirnschrodt erbaut. Zum ersten Mal in ihrer Firmengeschichte verwendeten die Orgelbaufirma bei einem größeren, mehrmanualigen Instrument Schleifladen und eine rein mechanische Traktur. Wie damals üblich wurden die Technik und das Klangbild einer Orgel des 18. Jahrhunderts nachempfunden und es entstand so ein neobarockes Instrument. Die Orgel war die erste mechanische Orgel in Regensburg aus neuerer Zeit und ist daher von besonderer regionaler Bedeutung.
Nachkriegsbedingt wurde für die Prospektpfeifen Feinzink genommen. Bei dieser Orgel wurde zugunsten eines „Freipfeifenprospektes“ auf ein Gehäuse im Bereich der Pfeifen verzichtet. Im Orgelfuß sitzen neben dem Regierwerk drei Schwimmerbälge, die den Spielwind auf die einzelnen Teilwerke der Orgel verteilen. Sie werden gespeist von der Gebläseanlage, die sich Turmfuß befindet. Die Orgel ist in ihrer Substanz noch komplett im Originalzustand erhalten. Lediglich 1988 wurden nach der Neugestaltung der Kirchenfenster die Grundstimmen im Rahmen einer Reinigung vorsichtig nachintoniert.
Mit dem Aufstellungspunkt des Orgelwerkes in der Kirche wurde auch eine bauliche Idee weiter getragen: Durch Errichten am hinteren Ende der westlichen Längsseite ist eine gute Beschallung des gesamten Kirchenraumes möglich, selbst wenn der große Gemeindesaal bei festlichen Anlässen zu einer großen Kirche integriert ist. 
Das Instrument hat 16 Register, auf zwei Manuale und Pedal verteilt. Die von Friedrich Högner erstellte Disposition lautet:
| I Hauptwerk C–g3 |           |       |
| 1.               | Prinzipal | 8′    |
| 2.               | Rohrflöte | 8′    |
| 3.               | Oktave    | 4′    |
| 4.               | Schwiegel | 2′    |
| 5.               | Mixtur IV | 1 ⁄3′ |
| 6.               | Trompete  | 8′    |

| II Oberwerk C–g3 |                 |       |
| 7.               | Singend Gedackt | 8′    |
| 8.               | Nachthorn       | 4′    |
| 9.               | Oktave          | 2′    |
| 10.              | Sifflöte        | 1 ⁄3′ |
| 11.              | Terzzymbel III  | 2⁄3′  |

| Pedal C–f1 |               |     |
| 12.        | Subbaß        | 16′ |
| 13.        | Oktavbaß      | 8′  |
| 14.        | Gedacktpommer | 4′  |
| 15.        | Prinzipal     | 2′  |
| 16.        | Fagott        | 16′ |

- Koppeln: II/I, I/P, II/P

## Glocken
Beim Geläut handelt es sich um ein 3-stimmiges e-Moll-Geläute in der Tonfolge e’-g’-h’. Die drei Glocken wurden 1954 von Karl Czudnochowsky in Erding gegossen und am ersten Weihnachtsfeiertag 1954 geweiht.
- Die Friedensglocke hat ein Gewicht von 950 kg, einen Durchmesser von 123 cm und erklingt im Schlagton e’. Ihre Inschrift lautet: „Er ist unser Friede.“ (Eph 2,24 EU)
- Die Vaterunser-Glocke hat ein Gewicht 540 kg, einen Durchmesser von 103 cm und erklingt im Schlagton g’. Sie trägt die Inschrift: „Dein Reich komme“ (Mt 6,10 EU).
- Die Taufglocke hat ein Gewicht von 290 kg, einen Durchmesser ist 84 cm und erklingt im Schlagton h’. Sie trägt die Inschrift: „Lasset die Kindlein zu mir kommen“ (Mk 10,14 EU).

Die drei Glocken hängen in einem Glockenstuhl aus Stahl. Jede wird durch eine elektrische Läutemaschine VOCO der Herforder Elektrizitätswerke (HEW Herford) zum Schwingen gebracht. Das Läutwerk kann vor und während der Gottesdienste von Hand eingeschaltet werden oder automatisch beim Tagesläuten.